# Allt yr Esgair

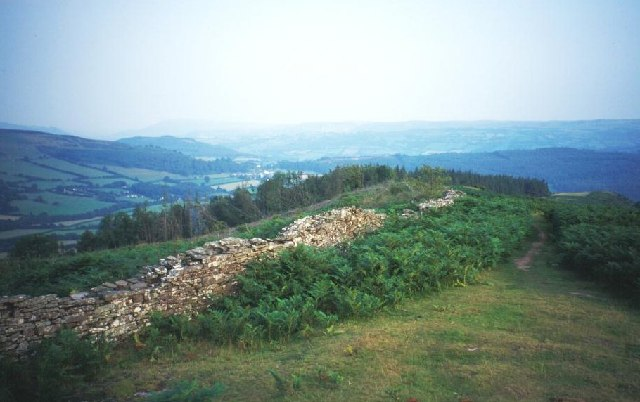
Cim de l'Allt yr Esgair.

L'Allt yr Esgair és un turó al Parc Nacional de Bannau Brycheiniog National Park a Powys, Gal·les. Es coneix comunament localment com simplement "Yr Allt". El nom en gal·lès significa "vessant boscós de la carena". Pren la forma d'una carena alineada nord-oest-sud-est que s'eleva a una alçada de 393 metres i que domina la vall del riu Usk a l'oest i al sud. Al nord-est hi ha vistes panoràmiques del llac Llangorse fins a les muntanyes Negre. Hi ha un visor al cim erigit com a monument a Eirene Lloyd White, la baronessa White of Rhymney. És una Marilyn amb un protagonisme de 199 metres (653 peus).

## Geologia
El turó està format a partir de gresos i fangs de la Formació Senni de l'antiga pedra arenisca vermella formada durant el període Devonià. Els vessants inferiors es formen a partir de fangs i gresos de la formació de St. Maughans una mica més antiga. Una sèrie de petites pedreres de gres, avui en desús, adornen els vessants. El turó probablement es va destacar per sobre del gel de la glacera de la vall d'Usk durant l'últim període glacial. En una etapa tardana de la desglaciació, es creu que els colls a cada extrem de la carena dels pobles de Pennorth i Bwlch van transportar aigua des d'un llac Llangorse molt ampliat a la conca d'Usk.

## Accés
El llarg del turó recorren diversos camins de cavall que donen accés a senderistes, genets i ciclistes de muntanya. La zona del cim i el bosc al nord-est són d'accés obert per als caminants. Un aparcament al costat de la carretera A40 immediatament al sud del turó ofereix un punt de partida.

## Arqueologia
El cim de l'Allt yr Esgair està coronat per un fort de l'Edat del Ferro, un dels diversos a la vall d'Usk.
La via romana entre el fort romà de CICVCIVM a Y Gaer, Brecon i Gobannium a Abergavenny recorre la carena i és seguida per un camí de ferradura actual.